# Zărnevo
Zărnevo (bulgariska: Зърнево) är ett distrikt i Bulgarien.   Det ligger i kommunen obsjtina Tervel och regionen Dobritj, i den nordöstra delen av landet, 300 km öster om huvudstaden Sofia.